# Babe (band)
Babe is een Nederlandse meidenpopband uit de jaren zeventig en tachtig, die naar voorbeeld van Luv' vooral vrolijke discodeuntjes op het repertoire had staan.

## Biografie
De groep werd in 1979 samengesteld door Peter Koelewijn, die ook tekende voor de productie van alle platen. De groep bestond in eerste instantie uit Gemma van Eck, Rita van Rooy en Monique Hagemeijer.  Het trio debuteerde in het voorjaar van 1979 met de single Please Me, Please Do, dat de 21e plaats behaalde in de hitparade.
Meerdere singles volgden en de groep was redelijk succesvol, maar de top 10 werd niet gehaald in de Nederlandse top 40. Monique Hagemeijer werd in 1980 vervangen door Margot van der Ven. In juli 1980 vormde Babe de Nederlandse afvaardiging voor het Knokke Festival, samen met Wim Hogenkamp en Margriet Eshuys. 
Het nummer The Kiss uit 1980 is het enige nummer van Babe dat de top 10 behaalde in de Nationale Hitparade. In 1981 deed het trio mee aan een groot songfestival in Korea, ging naar de Nederlandse militairen in Libanon, maakte een toer door Indonesië en verscheen in TV-shows  in Oost-Duitsland en Polen.  
Alle nummers werden geschreven door Peter Koelewijn, maar de single Tick-a-thumps my heart uit 1981 werd geschreven en geproduceerd door Hans van Hemert, die toen juist gestopt was met Luv'. Dit was omdat Koelewijn vond dat verandering noodzakelijk was. Die verandering was niet wat men ervan verwachtte, dus nam Koelewijn het roer weer over. Gemma van Eck was niet blij met deze single van Hans van Hemert, waarop ze voor het eerst niet de leadzangeres is. Ze noemde het verraad en zei later: "Mijn artistiek plafond was bereikt". Daarom verliet ze na de single Tick-a-thumps my heart de groep en werd vervangen door Marga Bult.
In 1982 was de groep lange tijd in de running om Luxemburg te vertegenwoordigen op het Eurovisiesongfestival. De Luxemburgse omroep koos uiteindelijk voor zangeres Corinne Hermès, die met Si la vie est cadeau het festival zou winnen. Vier jaar later zou Marga Bult als soliste meedoen met Rechtop in de wind, goed voor een vijfde plaats.
Met de latere singles vanaf 1983, werd de top 40 niet meer gehaald, en in 1986 werd de groep opgeheven, na een slotoptreden op de TT van Assen.
Babe is de groep die de meeste hits had in de Nederlandse Top 40 zonder ooit in de top 10 terechtgekomen te zijn.

## Discografie

### Albums
| Album met eventuele hitnotering(en) in de Nederlandse Album Top 100 | Datum van verschijnen | Datum van binnenkomst | Hoogste positie | Aantal weken | Opmerkingen |
| ------------------------------------------------------------------- | --------------------- | --------------------- | --------------- | ------------ | ----------- |
| Babe                                                                | 1980                  | 19-07-1980            | 33              | 6            |             |
| Blitzers                                                            | 1981                  |                       | -               |              |             |
| Shop Around                                                         | 1983                  |                       | -               |              |             |

### Singles
| Single met eventuele hitnotering(en) in de Nederlandse Top 40 | Datum van verschijnen | Datum van binnenkomst | Hoogste positie | Aantal weken | Opmerkingen                                                  |
| ------------------------------------------------------------- | --------------------- | --------------------- | --------------- | ------------ | ------------------------------------------------------------ |
| Please me please do                                           | 1979                  | 05-05-1979            | 21              | 5            | #24 in de Nationale Hitparade                                |
| (Never listen to a) Bouzouki player                           | 1979                  | 11-08-1979            | 15              | 7            | #12 in de Nationale Hitparade                                |
| Wonderboy                                                     | 1979                  | 24-11-1979            | tip18           | -            | #39 in de Nationale Hitparade                                |
| Oh lala I'm falling                                           | 1980                  | 12-04-1980            | 21              | 6            | #36 in de Nationale Hitparade                                |
| The drunken sailor                                            | 1980                  | 14-06-1980            | 15              | 8            | #13 in de Nationale Hitparade                                |
| The kiss (Viva los hombres)                                   | 1980                  | 04-10-1980            | 13              | 7            | #10 in de Nationale Hitparade                                |
| My Malaysia                                                   | 1980                  | 06-12-1980            | 22              | 4            | #17 in de Nationale Hitparade                                |
| Mister blitzer                                                | 1981                  | 21-03-1981            | 22              | 4            | #25 in de Nationale Hitparade                                |
| Tick a thumps my heart                                        | 1981                  | 18-07-1981            | 16              | 6            | #17 in de Nationale Hitparade                                |
| I'm a rocking machine                                         | 1981                  | 12-12-1981            | 19              | 5            | #22 in de Nationale Hitparade                                |
| Indian habits (Hooka heya)                                    | 1982                  | 24-04-1982            | 20              | 6            | #28 in de Nationale Hitparade / eerste single met Marga Bult |
| Together in love again                                        | 1982                  | 09-10-1982            | 13              | 6            | #13 in de Nationale Hitparade                                |
| Explosive                                                     | 1983                  | 14-05-1983            | 35              | 3            |                                                              |
| (Don't you ever) Shop around                                  | 1983                  | 01-10-1983            | 22              | 5            | #26 in de Nationale Hitparade                                |
| Dolly the doll                                                | 1983                  | 21-01-1984            | 14              | 5            | #14 in de Nationale hitparade                                |
| Een tied van komen, een tied van goan                         | 1983                  | -                     |                 |              | als De Wilde Wieven                                          |
| Wanna do (What mamma said)                                    | 1984                  | -                     |                 |              |                                                              |
| Tommy (is a winner)                                           | 1984                  | 14-07-1984            | tip             | -            | #47 in de Nationale Hitparade                                |
| Minnie the Moocher                                            | 1984                  | 15-12-1984            | tip             | -            |                                                              |
| Hot Shot                                                      | 1985                  | -                     |                 |              |                                                              |
| Tell him                                                      | 1985                  | -                     |                 |              |                                                              |